# Смагулов, Жангирхан
Жангирхан Смагулов (каз. Жәңгірхан Смағұлов; род. 25 декабря 1932; Форт-Шевченко, Казахская ССР, СССР) — советский и казахский преподаватель истории, ветеран педагогического труда, отличник народного просвещения Казахской ССР.

## Биография
Жангирхан Смагулов родился 25 декабря 1932 года в Форте-Шевченко.
В 1949 году после окончания средней школы им. Кирова в г. Форт-Шевченко поступил на исторический факультет Уральского педагогического института им. А.С. Пушкина и окончил его в 1953 году.
Трудовую деятельность начал в 1953 году учителем истории в средней школе г. Форт-Шевченко.
С 1953 по 1957 годы — учитель истории, завуч по учебной работе, директор школы г. Форт Шевченко.
С 1957 по 1961 годы — заместитель главных редакторов газет «Ленин туы», «Колхоз жолы», лектор-консультант Форт-Шевченко горкома партии.
С 1963 по 2000 годы — учитель истории, завуч по учебной работе, директор средней школы села Кызылсай города Жанаозен.
С 2000 года вышел на заслуженный отдых.

## Награды
- нагрудный знак «Отличник народного просвещения Казахской ССР»
- нагрудный знак «Отличник образования Республики Казахстан»
- нагрудный знак «Ыбырай Алтынсарин» за особые заслуги в области просвещения.
- Медаль «10 лет независимости Республики Казахстан» (2001)
- Медаль «В ознаменование 100-летия со дня рождения Владимира Ильича Ленина» (1970)
- Медаль «Ветеран труда» (1985)
- Юбилейная медаль «60 лет Победы в Великой Отечественной войне 1941—1945 гг.» (2005)
- Юбилейная медаль «65 лет Победы в Великой Отечественной войне 1941—1945 гг.» (2010)
- Юбилейная медаль «70 лет Победы в Великой Отечественной войне 1941—1945 гг.» (2015)
- Почётное звания «Почётный гражданин города Жанаозен» за особые заслуги в области образования, народного просвещения города (2000).